# 吉布森維爾 (加利福尼亞州)
吉布森維爾（英語：Gibsonville）是位於美國加利福尼亞州謝拉縣的一個非建制地區。該地的面積和人口皆未知。

## 地理
吉布森維爾的座標為39°44′25″N 120°54′32″W / 39.74028°N 120.90889°W，而該地的平均海拔高度為1660米（即5430英尺）。